# 排尿困難
排尿困難（英語：Dysuria）是指在排尿过程出现困難的现象。有時可能會伴隨疼痛。

## 鑑別診斷
该症状通常由泌尿道感染所引起，但也可能因性傳染病、尿道结石、膀胱腫瘤，以及任何前列腺疾病所引起。治疗帕金森氏症用的抗膽鹼劑也会导致排尿疼痛的副作用。